# Долгое (озеро, Бологовский район)
До́лгое о́зеро — озеро в Бологовском районе Тверской области. Высота над уровнем моря — 150 м.

## Происхождение
Долгое озеро является старицей реки Мсты, которая находится в настоящий момент на расстоянии от 100 до 500 метров от озера.

## Население
У южного берега озера расположена деревня Бели, в данный момент пустующая, к северному берегу озера подходит край жилой деревни Апаничено.